# Velika Polana
Velika Polana este o localitate din Slovenia.